# 이순몽장군묘
이순몽장군묘(李順蒙將軍墓)는 대한민국 경기도 양평군 개군면 공세리에 있다. 조선 초기의 무신인 위양공 이순몽(1386∼1449) 장군의 묘이다. 1986년 9월 7일 경기도의 기념물 제92호로 지정되었다.

## 개요
조선 초기의 무신인 위양공 이순몽(1386∼1449) 장군의 묘이다.
태종 17년(1417)에 무과에 급제한 후 세종 1년(1419) 우군절제사로 대마도 정벌에 나가 대승을 거두었다. 1425년 중국 선종이 즉위하자 이를 축하하는 사신으로 중국에 다녀왔다. 1433년 중군절제사가 되어 파저강(婆猪江)의 야인을 토벌하여 그 공로로 판중추부사가 되었다. 1434년 경상도 절제사, 1447년 영중추원사를 지냈다.
장군의 묘는 양평군 개군면 공세리 칠읍산 능선 아래에 있다. 묘는 2개의 봉분으로 부인과의 합장묘이며, 화강암 석재를 이용하여 무덤을 보호하는 둘레석을 2단으로 둘렀다. 이러한 묘의 형태는 고려의 양식을 이어받은 전형적인 조선 초기의 양식이다. 장군 묘 앞에는 묘비와 상석이 있고, 오른쪽 부인 묘 앞에는 묘비 없이 상석만이 있다. 묘 앞에는 문인석이 좌우로 2쌍 배열되어 있다. 묘비의 재질은 화강암이며, 뒷면에 있는 기록을 통해 중종 4년(1509)에 세운 것임을 알 수 있다.

## 같이 보기
- 이순몽

## 참고 문헌
- 이순몽장군묘 - 국가유산청 국가유산포털